# Medienanstalt Hamburg/Schleswig-Holstein
Die Medienanstalt Hamburg/Schleswig-Holstein (MA HSH) ist seit dem 1. März 2007 die gemeinsame Medienanstalt der Länder Hamburg und Schleswig-Holstein. Sie entstand aus der Fusion von Hamburgischer Anstalt für neue Medien (HAM) und der Unabhängigen Landesanstalt für Rundfunk und neue Medien (ULR) des Landes Schleswig-Holstein. Die Anstalt hat ihren Sitz in Norderstedt. Direktorin ist seit dem 1. März 2022 Eva-Maria Sommer.

## Aufgaben
Die MA HSH ist als unabhängige Anstalt öffentlichen Rechts die Regulierungsbehörde für den privaten Rundfunk in Hamburg und Schleswig-Holstein. Sie entscheidet über die Zulassung und Zuweisung von Radio- und TV-Programmen. Die MA HSH überwacht ebenso die von ihr lizenzierten Sender im Hinblick auf die Bestimmungen des Jugendschutzes und der Werberichtlinien. Darüber hinaus versteht sich die MA HSH als Ansprechpartnerin für die Nutzer. Sie prüft Beschwerden gegen die Rundfunkbetreiber und fördert durch Veranstaltungen den medienbezogenen Diskurs in Hamburg und Schleswig-Holstein.
Eine wichtige Aufgabe der MA HSH ist darüber hinaus die Förderung von Medienkompetenz. Der Schwerpunkt liegt hierbei auf der Online-Nutzung von Kindern und Jugendlichen, denen mit verschiedenen Maßnahmen zu einem sicheren Umgang mit den Neuen Medien verholfen werden soll.

## Organe
Die Medienanstalt verfügt über zwei Organe:
1. Die Direktorin bereitet die Beschlüsse des Medienrats vor und setzt diese um. Sie überprüft die Einhaltung der Zulassungs- und Zuweisungsbescheide und ist verantwortlich für die Festsetzung und Einziehung von Gebühren, Auslagen und Abgaben. Darüber hinaus vertritt sie die Interessen der MA HSH in der Zusammenarbeit mit den anderen Landesmedienanstalten. Sie setzt die Entscheidungen der Kommission für Zulassung und Aufsicht, der Kommission für Jugendmedienschutz und der Gremienvorsitzendenkonferenz um.
2. Der Medienrat erteilt Zulassungen und entscheidet über die Zuweisung von Übertragungskapazitäten. Er stellt darüber hinaus Verstöße fest und entscheidet über Aufsichtsmaßnahmen und Ordnungswidrigkeiten. Der Medienrat beschließt die Unterstützung für Projekte zur Medienkompetenzförderung. Dem Gremium obliegen die Feststellung des Haushaltsplans der MA HSH sowie die Wahl und Abberufung des Direktors. Der Medienrat besteht aus 10 Mitgliedern, von denen jeweils fünf von der Hamburgischen Bürgerschaft und vom Schleswig-Holsteinischen Landtag gewählt werden[2]. Ferner sind zwei der schleswig-holsteinischen Mitglieder des Medienrates auch Mitglieder des Beirates der OKSH-Anstalt.

## Jugendschutz und Medienkompetenzförderung
Der MA HSH obliegt die Kontrolle des Jugendschutzes in Fernsehen, Radio und Internet. Basierend auf den Bestimmungen des Jugendmedienschutz-Staatsvertrags (JMStV) überwacht die MA HSH die Einhaltung von Sendezeitbeschränkungen und sanktioniert Verstöße.
Da besonders im Internet eine Kontrolle der Anbieter rasch an ihre Grenzen stößt, unterstützt die MA HSH Projekte zur Förderung der Medienkompetenz. Kindern und Jugendlichen soll die Möglichkeit gegeben werden, sich sicher im Internet zu bewegen, ohne die Möglichkeiten der Neuen Medien aus den Augen zu verlieren.
Projekte der MA HSH zur Förderung der Medienkompetenz umfassen etwa das Medienkompetenzmagazin scout für Eltern und Pädagogen, das zweimal im Jahr erscheint. Unter dem Titel Schein & Sein hat die MA HSH eine Handreichung für Lehrer entwickelt, die sich mit Scripted-Reality-Formaten aber auch den Chancen und Problemen in Sozialen Netzwerken auseinandersetzt. Die MA HSH fordert darüber hinaus eine einheitliche Kennzeichnung für Scripted Reality-Fomate.
Die MA HSH unterstützt außerdem eine Vielzahl von Projekten zur Förderung der Medienkompetenz. Sie arbeitet dabei sowohl mit den anderen Landesmedienanstalten, Vereinen, den Bürgermedien (Offener Kanal Schleswig-Holstein und TIDE) und einzelnen Schulen zusammen.

## Organisation
Die Medienanstalt Hamburg/Schleswig-Holstein ist Mitglied in der Arbeitsgemeinschaft der Landesmedienanstalten (die medienanstalten).

## Ehemalige Direktoren
- Thomas Fuchs (2008–2021)